# Ludwig von Sanitz
Ludwig Friedrich Bogislav von Sanitz (* 14. Juni 1783 in Breslau; † 30. März 1836 in Glogau) war ein preußischer Generalmajor.

## Leben

### Herkunft
Ludwig war Angehöriger des neumärkischen Adelsgeschlechts von Sanitz. Seine Eltern waren der Generalleutnant Karl Wilhelm von Sanitz (1747–1821) und dessen Ehefrau Wilhelmine Sophie Elisabeth, geborene von Grolman (* 8. Juli 1762; † 16. November 1842).

### Militärkarriere
Sanitz kam am 1. Juli 1796 als Gefreitenkorporal in das Infanterieregiment „Hohenlohe-Ingelfingen“ der Preußischen Armee. Am 13. Dezember 1797 wurde er Fähnrich und am 3. Mai 1801 Sekondeleutnant. Während des Vierten Koalitionskrieges kämpfte er in der Schlacht bei Jena, danach bei der Verteidigung von Kolberg.
Nach dem Frieden von Tilsit wurde Sanitz am 3. August 1807 Premierleutnant im II. Pommerischen Reserve-Bataillon und kam am 23. August 1808 als Stabshauptmann in das Leibgrenadier-Regiment Nr. 8. Am 3. April 1812 wurde Sanitz zum Kapitän befördert und zum Kompaniechef ernannt. Am 17. Mai 1813 wurde er Adjutant seines Vaters und Führer der Schlesischen Landwehr. Während der Befreiungskriege kämpfte er bei Dresden, Leipzig und bei Belle Alliance, wo er auch das Eiserne Kreuz II. Klasse erhielt. Ferner kämpfte Sanitz im Gefecht von Aubervilliers. Am 29. Juni 1813 wurde er zum Major mit Patent vom 5. Oktober 1813 befördert und am 4. Oktober 1814 in das 1. Schlesische Infanterie-Regiment (Nr. 10) versetzt. Dort folgte am 1. April 1815 seine Ernennung zum Bataillonskommandeur und in dieser Stellung wurde er am 3. Oktober 1815 zum Oberstleutnant befördert.
Nach dem Krieg kam Sanitz am 9. April 1817 als Kommandeur in das 16. Infanterie-Regiment, dort wurde er am 30. März 1823 Oberst, bevor er am 18. Juni 1825 als Kommandeur in das 11. Infanterie-Regiment kam. Am 9. September 1828 erhielt er den Roten Adlerorden 3. Klasse, bevor er am 27. März 1831 mit dem Charakter eines Generalmajors und Pension in den Ruhestand versetzt wurde. Er starb am 30. März 1836 in Glogau.